# Rosières-en-Santerre

Rosières-en-Santerre este o comună în departamentul Somme, Franța. În 1 ianuarie 2022 avea o populație de 2.928 de locuitori.